# 王罕 (宋朝)
王罕，字師言，成都华阳人，宋朝政治人物。王珪叔父。
王罕荫宜興知縣，有政绩，为户部判官。出为廣東轉運使，王罕将至广州，率军三千登岸，在南门安营，侬智高不敢犯而走。改西路转运使，招降侬宗旦父子。知潭州期間，曾聆狂婦訴，為後世所稱道。擢升为户部、度支副使，改知明州，官终光禄卿，卒年八十。

## 延伸阅读
[在维基数据编辑]
 《宋史·卷312》，出自脱脱《宋史》